# 臺東街
台東街為台灣日治時期1920年至1945年間存在之行政區，曾轄屬台東廳台東支廳和台東郡。臺東街在1920年成立時的範圍包含今台東縣台東市中北部、及卑南鄉在卑南溪以東的地區；在1944年合併卑南庄後，其範圍包含今台東市全域、卑南鄉東半部與太麻里鄉美和村。

## 行政區劃

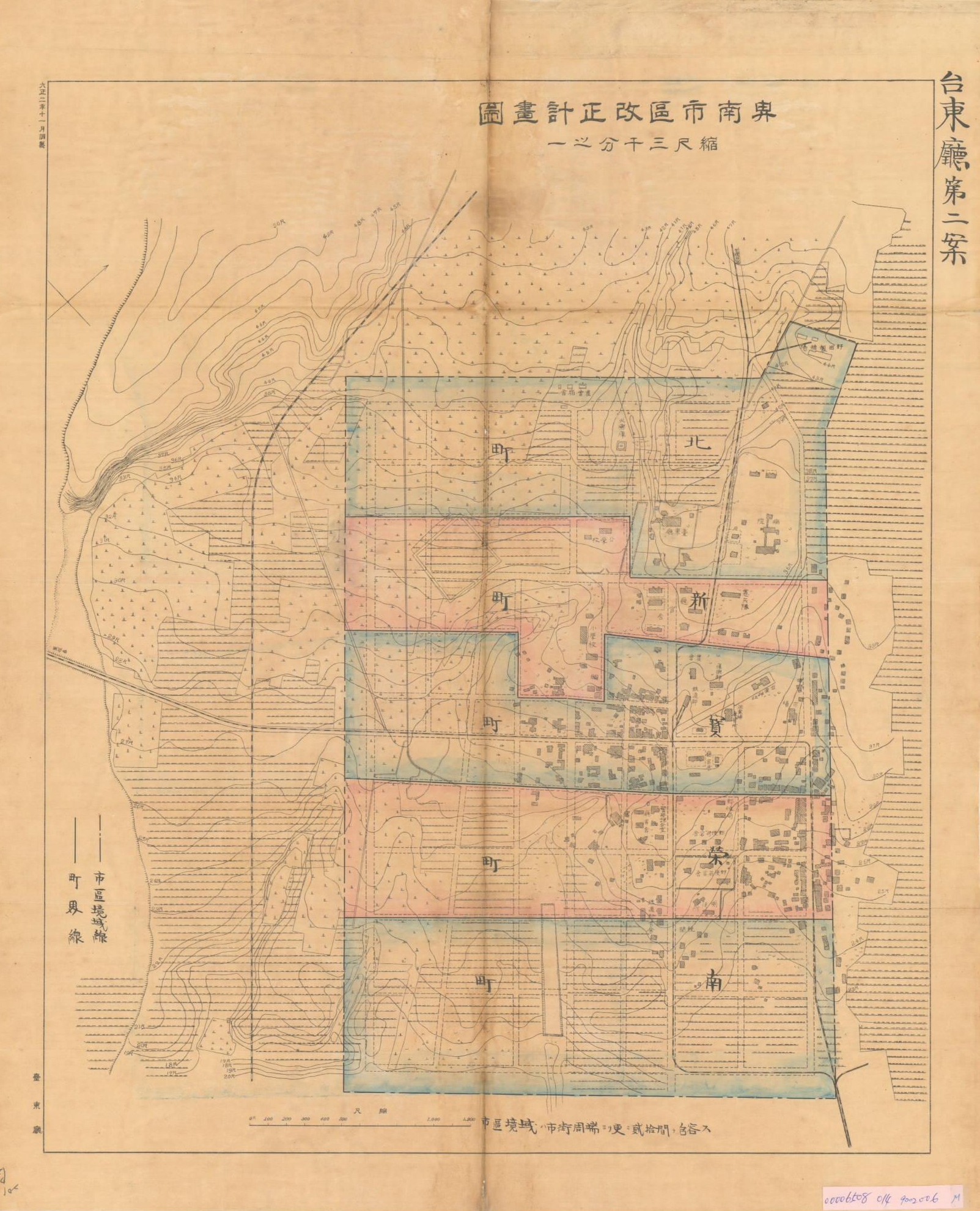
1912年卑南街地圖，可見北町、新町、寶町、榮町、南町

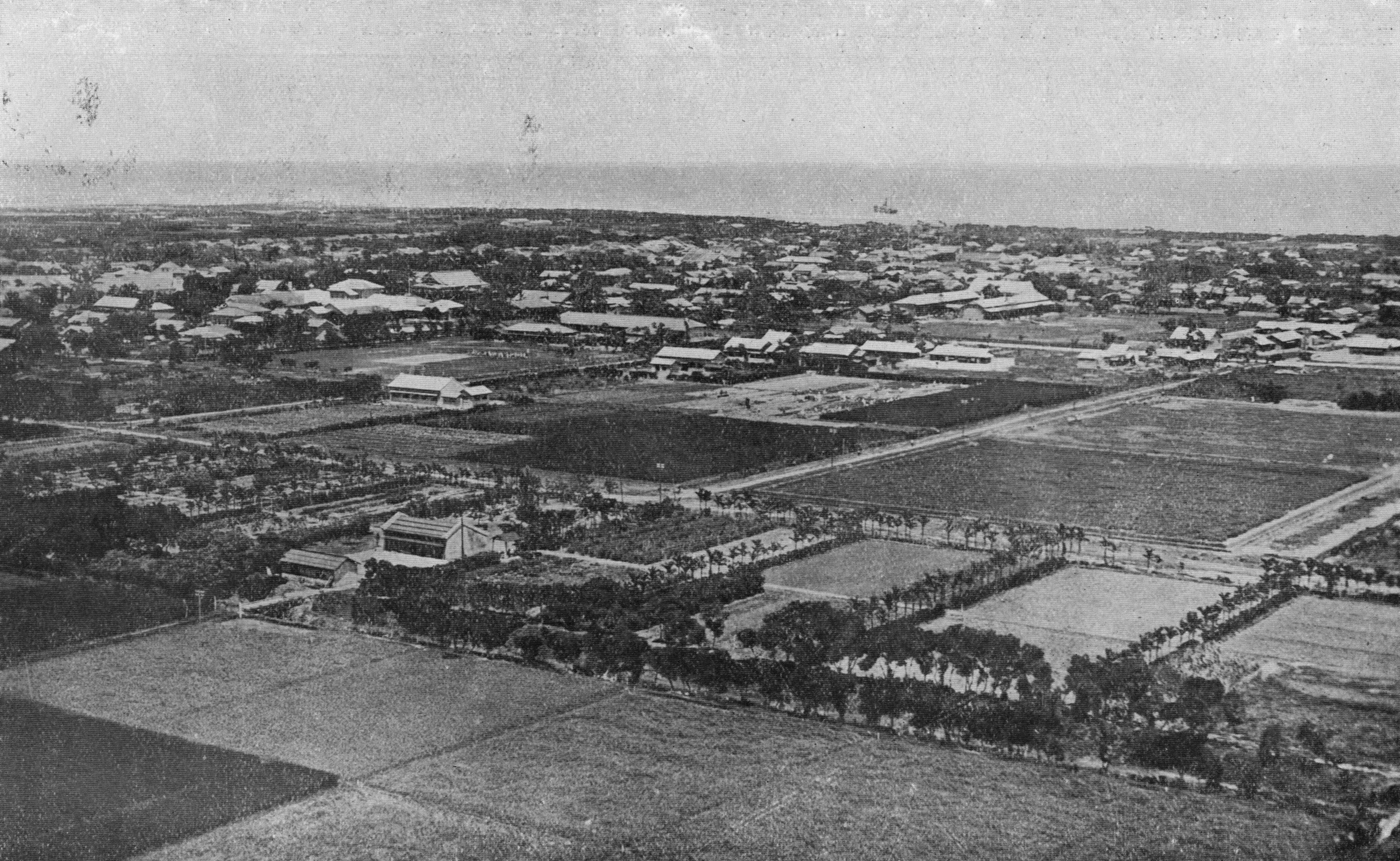
俯瞰臺東街

臺東街地區在清治時期至日治初期隸屬南鄉、廣鄉，臺東廳在1897年6月成立後，此處隸屬「卑南辨務署」。1898年7月31日，臺東廳公告劃設為25區，而臺東街地區大部分位在「第一區」。1900年5月3日，卑南辨務署改為「卑南出張所」。1901年11月11日，卑南出張所改為「臺東廳直轄」。1905年7月17日，臺東廳改劃設為以地名稱呼的20區，而臺東街地區包含了卑南區（原第一區）、加路蘭區（原第五區）。1908年10月20日，加路蘭區被併入卑南區，而作為主要市街的卑南街、馬蘭街、新街在此時合併為「卑南街」。1911年8月3日，日本人移民村編為一般行政的單位，旭村、富原村、美和村等村被編入卑南區。1914年5月23日，臺東廳實施街庄整併。1919年1月15日，卑南區更名為「臺東區」，卑南街改稱「臺東街」，猴仔山社改隸廣鄉，而臺東街正式劃分為北町、新町、寶町、榮町、南町。此時的臺東街共轄以下街、村、社：
- 南鄉：臺東街、馬蘭社、旭村、利基利吉社
- 廣鄉：猴仔山社、富原村、加路蘭社[11]

1920年10月1日，原堡里鄉澚之行政區廢除，街庄社改為大字，「臺東街」於是成立，隸屬於臺東廳臺東支廳，原臺東區的其他地區則改為「卑南區」，台東街轄域內分為臺東、馬蘭、旭村、利基利吉、猴子山、富原村、加路蘭等7個大字。1937年10月1日，臺東廳施行街庄制，改支廳為郡、改區為街庄。臺東街改隸屬臺東郡，而台東街轄域內分為台東、馬蘭、旭、上原、石山、富原、加路蘭等7個大字，分區與前一時期相同，只有名稱變動；其中，台東和旭下有小字。
- 台東：北町、新町、寶町、榮町、南町
- 旭：豐里、旭橋、橘[12]

1944年12月1日，卑南庄廢庄併入台東街。二戰後，臺東街改為「臺東鎮」，原卑南庄則獨立為「卑南鄉」，並包含了原屬臺東街的上原、富原和部分加路蘭，而後又把美和劃屬太麻里鄉。1974年10月10日，卑南鄉的富岡、岩灣、南王、新園、建興、南榮、卑南、知本、豐田、建和村（大致是原卑南庄的卑南、知本）劃入臺東鎮，以為了達到縣轄市改制的人口標準，而臺東鎮則在1976年元旦改制為「臺東市」。
| 1898年 | 1898年                                       | 1908年 | 1908年                       | 1920年 | 1920年   | 1937年 | 1937年 | 1944年 | 1976           |
| 區     | 街庄社                                       | 區     | 街庄社                       | 街庄區 | 大字     | 街庄   | 大字   | 街庄   | 鄉鎮市         |
| ------ | -------------------------------------------- | ------ | ---------------------------- | ------ | -------- | ------ | ------ | ------ | -------------- |
| -      | -                                            | -      | -                            | 臺東街 | 富原村   | 臺東街 | 富原   | 臺東街 | 卑南鄉         |
| -      | -                                            | -      | -                            | 臺東街 | 旭村     | 臺東街 | 旭     | 臺東街 | 臺東市         |
| 第1區  | 新街、馬蘭坳街、寶桑庄                       | 卑南區 | 卑南街                       | 臺東街 | 臺東     | 臺東街 | 臺東   | 臺東街 | 臺東市         |
| 第1區  | 馬蘭坳社                                     | 卑南區 | 馬蘭社                       | 臺東街 | 馬蘭     | 臺東街 | 馬蘭   | 臺東街 | 臺東市         |
| 第1區  | 猴仔山社                                     | 卑南區 | 猴仔山社                     | 臺東街 | 猴子山   | 臺東街 | 石山   | 臺東街 | 臺東市         |
| 第1區  | 利基利吉社                                   | 卑南區 | 利基利吉社                   | 臺東街 | 利基利吉 | 臺東街 | 上原   | 臺東街 | 卑南鄉         |
| 第5區  | 加路蘭社                                     | 卑南區 | 加路蘭社                     | 臺東街 | 加路蘭   | 臺東街 | 加路蘭 | 臺東街 | 臺東市、卑南鄉 |
| 第1區  | 卑南社                                       | 卑南區 | 卑南社                       | 卑南區 | 卑南     | 卑南庄 | 卑南   | 臺東街 | 臺東市         |
| 第1區  | 知本社、射馬干社                             | 卑南區 | 知本社、阿朥班那社、射馬干社 | 卑南區 | 知本     | 卑南庄 | 知本   | 臺東街 | 臺東市         |
| 第1區  | 阿里擺社、太巴六九社(新、舊)、迪化社、遵化社 | 卑南區 | 阿里擺社、太巴六九社、呂家社 | 卑南區 | 呂家     | 卑南庄 | 利家   | 臺東街 | 卑南鄉         |
| 第1區  | 檳榔樹格社                                   | 卑南區 | 檳榔樹格社                   | 卑南區 | 檳榔樹格 | 卑南庄 | 日奈敷 | 臺東街 | 卑南鄉         |
| 第1區  | 北絲鬮社、斑鳩社、理學社                     | 卑南區 | 北絲鬮社、斑鳩社             | 卑南區 | 北絲鬮   | 卑南庄 | 初鹿   | 臺東街 | 卑南鄉         |
| -      | -                                            | -      | -                            | 卑南區 | 美和村   | 卑南庄 | 美和   | 臺東街 | 太麻里鄉       |

## 人口
以下為台東街歷年人口統計：
| 年份(年末)       | 本島人 | 蕃人   | 內地人 | 朝鮮人 | 外國人 | 合計(人) |
| ---------------- | ------ | ------ | ------ | ------ | ------ | -------- |
| 昭和03年(1928年) | 2,977  | 4,389  | 1,750  | 10     | 434    | 9,560    |
| 昭和04年(1929年) | 3,180  | 4,394  | 1,972  | 20     | 479    | 10,045   |
| 昭和05年(1930年) | 3,438  | 4,569  | 2,028  | 18     | 495    | 10,548   |
| 昭和06年(1931年) | 3,596  | 4,698  | 2,205  | 23     | 511    | 11,033   |
| 昭和07年(1932年) | 4,153  | 4,981  | 2,328  | 18     | 492    | 11,972   |
| 昭和08年(1933年) |        |        |        |        |        |          |
| 昭和09年(1934年) | 9,779  | 9,779  | 2,549  | 584    | 584    | 12,912   |
| 昭和10年(1935年) | 5,728  | 5,106  | 2,522  | 30     | 652    | 13,948   |
| 昭和11年(1936年) | 12,035 | 12,035 | 2,711  | 830    | 830    | 15,576   |
| 昭和12年(1937年) | 13,562 | 13,562 | 2,999  | 607    | 607    | 17,168   |
| 昭和13年(1938年) | 14,527 | 14,527 | 3,527  | 505    | 505    | 18,559   |
| 昭和14年(1939年) | 15,741 | 15,741 | 3,754  | 502    | 502    | 19,998   |
| 昭和15年(1940年) | 17,163 | 17,163 | 3,841  | 511    | 511    | 21,515   |
| 昭和16年(1941年) | 18,988 | 18,988 | 3,828  | 691    | 691    | 23,507   |
| 昭和17年(1942年) | 20,614 | 20,614 | 4,321  | 741    | 741    | 25,586   |

## 官署設施

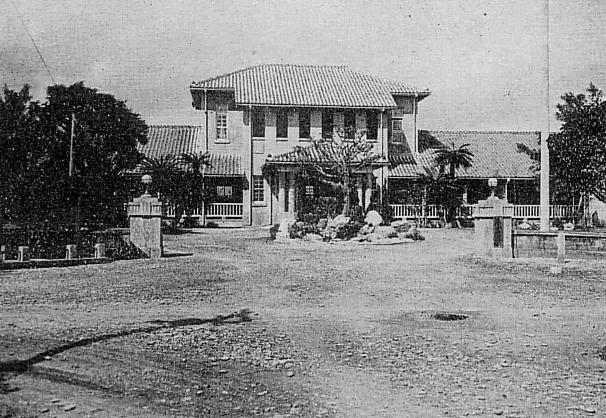
臺東廳舍

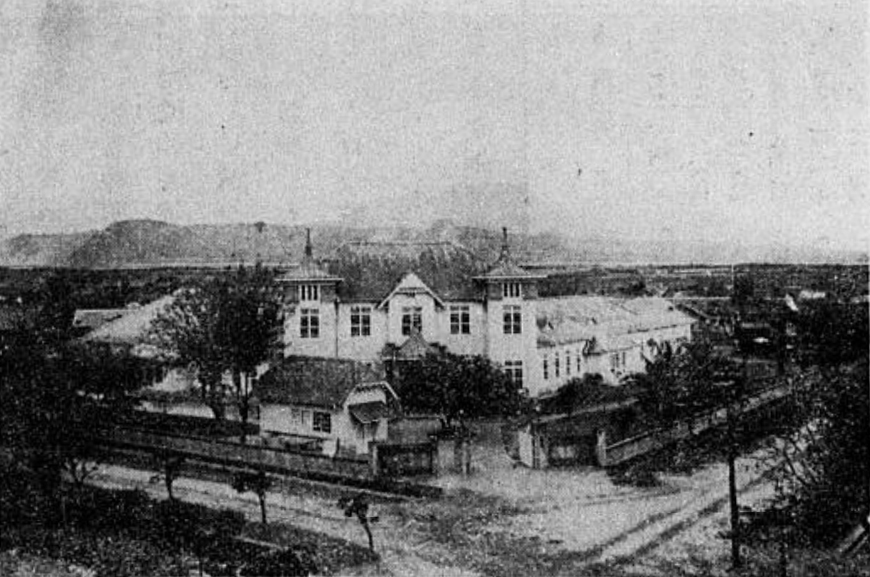
臺灣總督府臺東醫院

- 台東廳舍[[[Wikipedia:格式手册/链接#章節|錨點失效]]]臺東廳舍
- 台東街役場
- 台東郵便局臺東郵便局
- 臺東郵局台東測候所
- 專賣局臺東支所

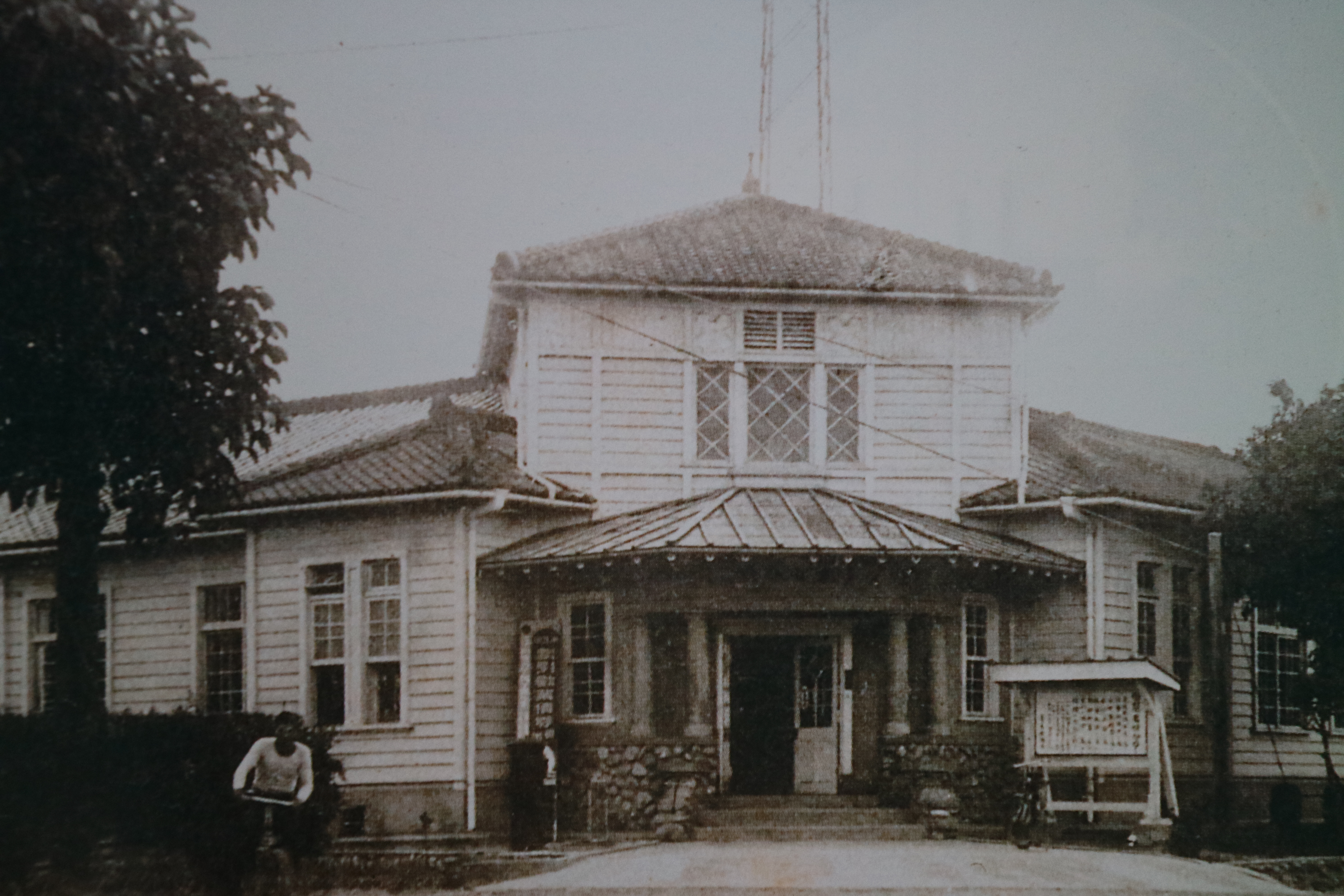
臺東郵便局

- 總督府台東醫院（今衛福部台東醫院）臺灣總督府臺東醫院
- 台南衛戍病院台東分院[14]

## 移民村
- 旭村（今 臺東市豐里里）
- 富原村（今 卑南鄉富源村）
- 美和村（今 太麻里鄉美和村美和社區）
- 敷島村（原址在今 臺東專科學校附近一帶）

## 交通

### 道路
- 新港道路
- 台東、花蓮港道
- 台東、屏東橫斷道路[15]

### 鐵路
- 台東線
  - 稻葉車站（今 嘉豐車站）
  - 初鹿車站
  - 日奈敷車站（今 檳榔車站）
  - 馬蘭車站
  - 台東車站（今 台東舊站）
  - 台東海岸車站

- 糖業鐵路
  - 知本線
  - 卑南線

### 航運
- 舊臺東港
- 命令航路
  - 高雄—基隆[16]
  - 台東—新港（今 成功漁港）
  - 台東—火燒島（綠島）
  - 台東—紅頭嶼（蘭嶼）

### 機場
- 台東飛行場（今 台東機場北端。1937年完工，1943年後由軍方使用。）

## 教育

### 初等教育

#### 小學校
- 宜蘭小學校臺東分班→台東尋常高等小學校→台東國民學校（原址為前台東市清潔隊）
- 旭尋常小學校→旭國民學校（今 豐里國小，原址在豐里國小旭村分班）
- 敷島尋常小學校→敷島國民學校（原址在今  台東專科學校）

```
 註：臺東農校 今 
台東專科學校
 1946年成立 於 敷島尋常小學 校址，臺東農校另撥校園一角，成立
康樂國民學校
（今 康樂國小）。
```

#### 公學校
- 台東國語傳習所→台東公學校→台東寶國民學校（今 臺東大學附小）
- 台東國語傳習所馬蘭社分教場→馬蘭公學校→馬蘭蕃人公學校→馬蘭公學校→馬蘭國民學校（今 新生國小）
- 台東國語傳習所加路蘭分教場→加路蘭公學校→加路蘭國民學校（今 富岡國小 ）
- 台東國民學校橘分教場（成立時借用旭尋常小學校部分教室，原址在豐里國小旭村分班）
- 台東國語傳習所卑南社分教場→卑南公學校→卑南蕃人公學校→卑南公學校→卑南國民學校（今 南王國小）
- 私立知本學堂→台東國語傳習所知本分教場→知本公學校→知本國民學校（今 知本國小）
- 呂家公學校→呂家蕃人公學校→利家公學校→利家國民學校（今 利嘉國小）
- 北絲鬮蕃人公學校→北絲鬮公學校→初鹿公學校→初鹿國民學校（今 初鹿國小）

### 中等教育
- 中學校
  - 廳立台東中學校（今台東高中）
- 高等女學校
  - 廳立台東高等女學校（今 台東女中）

- 實業補習學校
  - 廳立農業補習學校→廳立農林國民學校→廳立農業專修學校（今 台東專科學校，原址在地方法院附近）

### 其他
- 幼稚園
  - 台東幼稚園
  - 台東第二幼稚園

- 青年學校
  - 街立台東青年學校
  - 街立寶青年學校

## 宗教設施
- 台東天后宮（1929年於遷至現址）
- 海山寺（1901年於遷至現址）
- 台東神社（第一代位於寶町，第二代位於鯉魚山）鯉魚山上的臺東神社

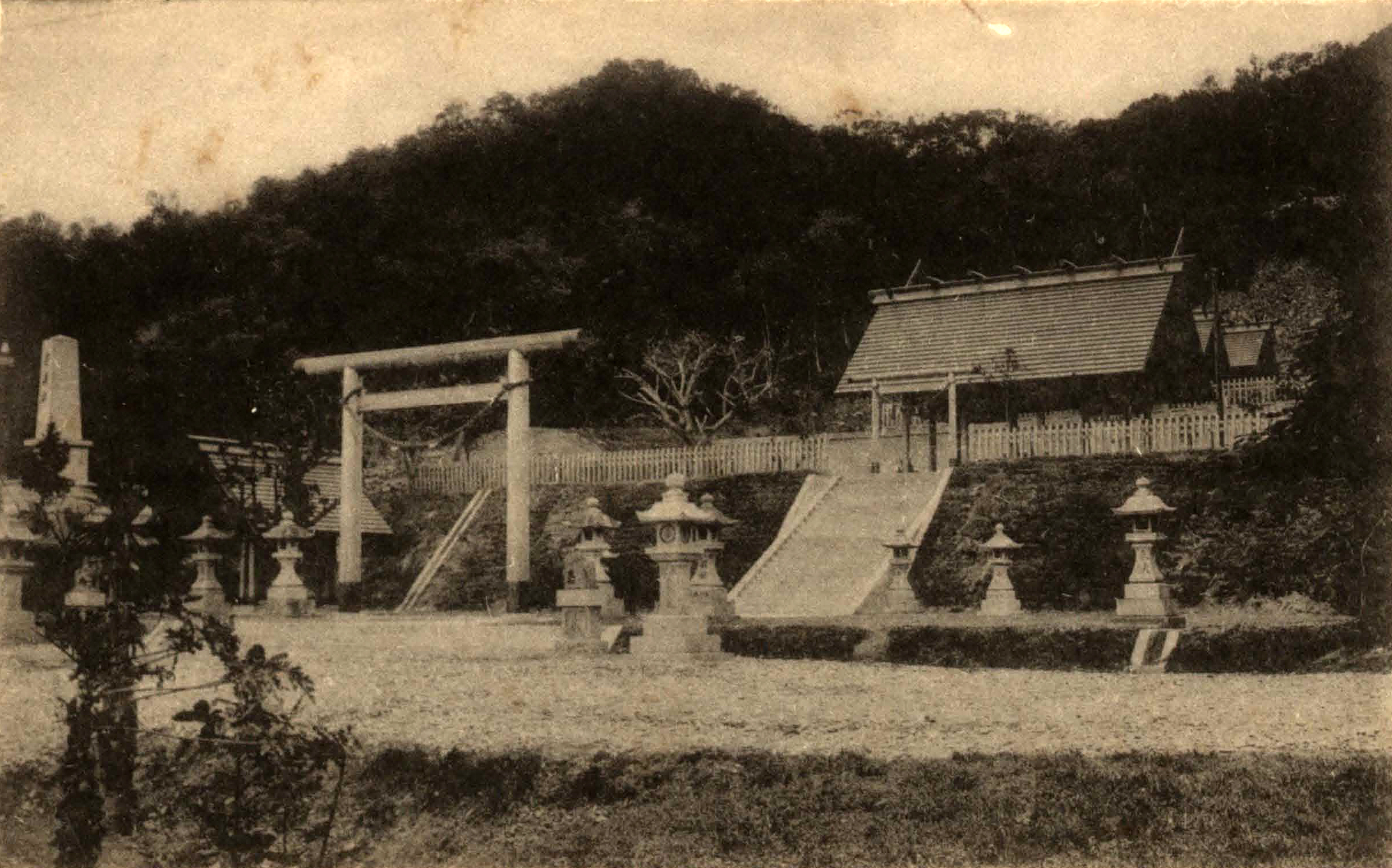
鯉魚山上的臺東神社

- 台東稻荷神社
- 金光教台東小教會所
- 淨土宗台東布教所
- 真宗本願寺布教所
- 北部臺灣基督長老教會台東說教所

## 工商機構
- 台灣銀行台東支店
- 台東信用組合
- 東台灣無盡株式會社

- 台灣拓殖株式會社台東出張所
- 台東製糖株式會社—台東製糖所
- 株式會社櫻組
- 台灣合同電器株式會社台東營業所
- 台東興發株式會社
- 台東自動車運輸株式會社

## 娛樂休閒
- 台東劇場
- 錦座

- 台東圖書館
- 水泳場（今 湧泉運動公園）
- 知本溫泉

## 其他設施
- 台東燈台（原址在台東海濱公園一帶）
- 台東公會堂
- 台東武德殿（原址為台東生活美學館）武德殿東武館
- 台東廳鄉土館

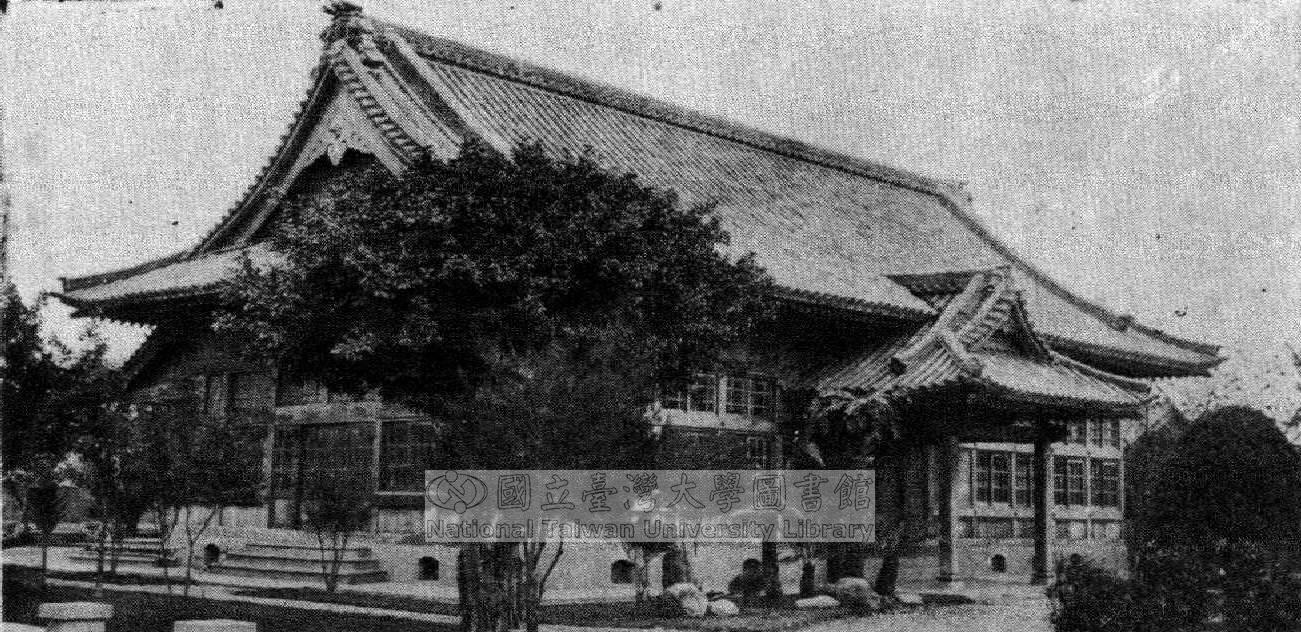
武德殿東武館

- 岩灣浮浪人收容所→台東開導所（今 岩灣技能訓練所）
- 卑南水道
- 台東水道